# Cercle Turgot
 (octobre 2015).
Le Cercle Turgot est un centre français de réflexions, d'analyses et de propositions (Think tank).

## Présentation du Cercle
Créé par Jean-Louis Chambon, le Cercle Turgot est un centre de réflexions, d’analyses et de propositions traitant des grands sujets économiques, financiers et sociaux. Il a pour vocation d’encourager les auteurs et les jeunes talents, de favoriser la recherche fondamentale comme appliquée et de développer la pédagogie dans ces domaines.
Le Cercle Turgot soutient l’évènement annuel du Prix Turgot du meilleur livre d’économie financière créé sous le haut patronage du Ministère de l’Économie et des Finances en collaboration étroite avec l’association des élèves et anciens élèves de l’Institut de Haute Finance (IHFi) et le Forum Francophone des Affaires (FFA).

## Principaux dirigeants
- Jean-Louis Chambon, Président Fondateur
- Patrick Dixneuf, Président en Exercice
- Jean-Bernard Mateu, Secrétaire Général
- Michel Gabet, Trésorier
- Michel Bon, Vice-Président et ancien Président du Prix Turgot
- Nicolas Bouzou, Vice-Président
- Patrick Combes, Vice-Président
- Philippe Dessertine, Vice-Président
- Jean-Claude Trichet, Président du Grand Jury du Prix Turgot et ancien Président de la Banque Centrale Européenne
- Jean-Jacques Pluchart, Président du Comité de Lecture du Prix Turgot
- Jean Cluzel †, Président d’honneur du Grand Jury du Prix Turgot
- Pierre Jars †, Président d’honneur du Grand Jury du Prix Turgot

## Grand Prix Turgot
- Francis Kramarz et Philippe Tibi - Plus de marché pour plus d'État ! - 2016 remis en 2017[1]
- Vivien Levy-Garboua - Le monde à taux zéro – Voyage au bout de l’économie - 2017 remis en 2018[2]
- Guillaume Pitron - La guerre des métaux rares - 2018 remis en 2019[3]
- Christian Gollier - Le climat après la fin du mois - 2019 remis en 2020[4]
- Olivier Babeau - Le nouveau désordre numérique[5] - 2020 remis en 2021[6]
- Aurélie Jean - Les algorithmes font-ils la loi?[7] - 2021 remis en 2022[8].